# Kisielsk
Kisielsk – wieś w Polsce położona w województwie lubelskim, w powiecie łukowskim, w gminie Stoczek Łukowski.
Wieś duchowna Kisielsko położona była w drugiej połowie XVI wieku w powiecie garwolińskim  ziemi czerskiej województwa mazowieckiego. W latach 1954–1961 wieś należała i była siedzibą władz gromady Kisielsk, po jej zniesieniu w gromadzie Stoczek. W latach 1975–1998 miejscowość administracyjnie należała do województwa siedleckiego.
Wieś stanowi sołectwo w gminie Stoczek Łukowski. Według Narodowego Spisu Powszechnego z roku 2011 wieś liczyła 382 mieszkańców.
Miejsce urodzenia arcybiskupa Józefa Marii Rafaela Wojciechowskiego (1917–2005), wieloletniego zwierzchnika Kościoła Katolickiego Mariawitów.
Wierni Kościoła rzymskokatolickiego należą do parafii Wniebowzięcia Najświętszej Maryi Panny w Stoczku Łukowskim.

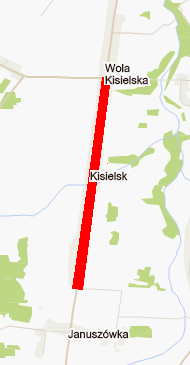
Wieś Kisielsk na mapie